# Fonte Feronia

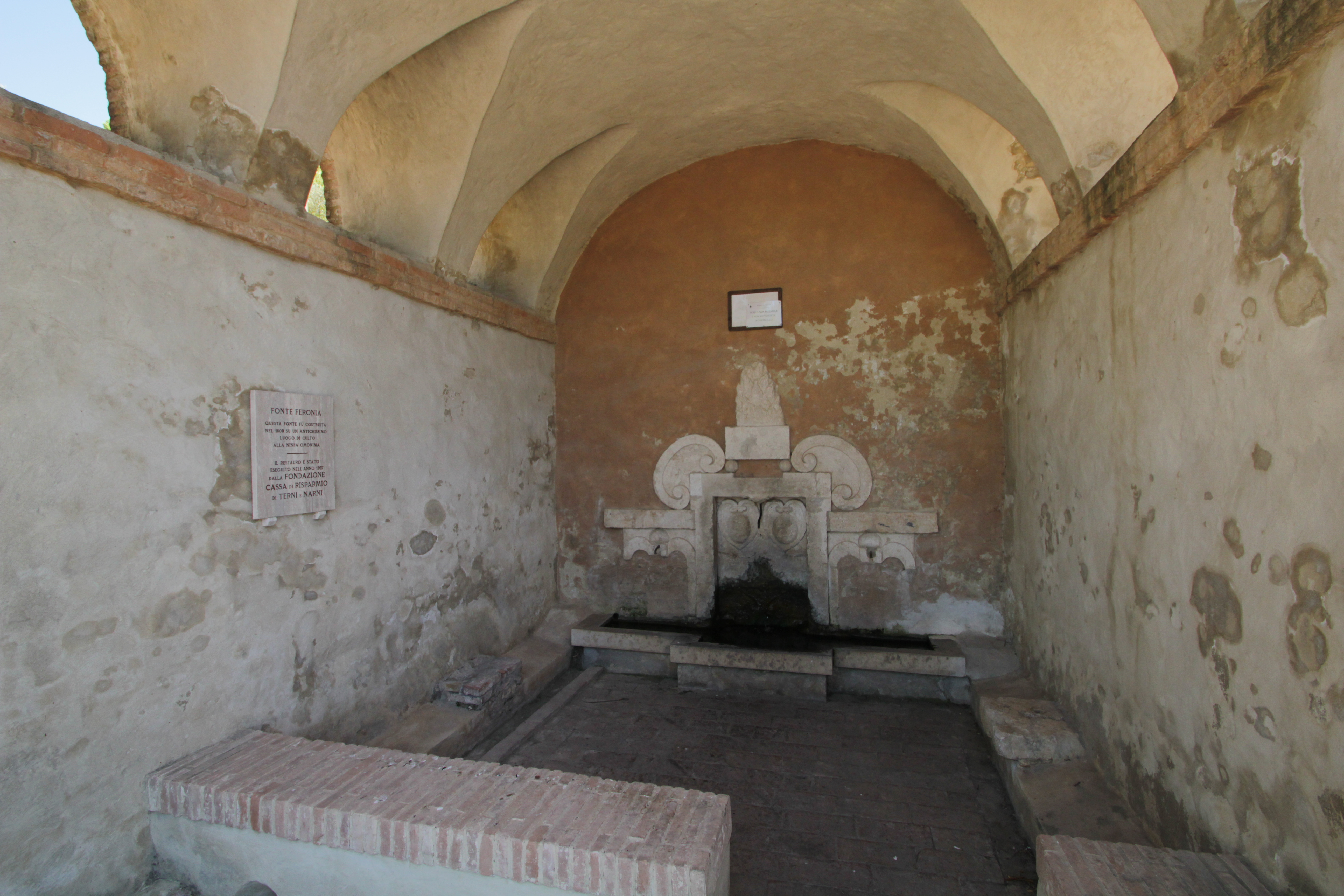
La fonte di Feronia a Narni

La fonte di Feronia è una fonte d'acqua di origine preromana che si trova a Narni.

Era dedicata alla dea Feronia che, nella Narni dell'epoca, godeva di un culto e un rispetto tali da essere venerata, oltre che dagli umbri, anche tra gli etruschi, i volsci e i sabini. L'acqua della sorgente, oggi dichiarata non potabile e non controllata, era molto apprezzata dai nequinati (Nequinum era l'antico nome di Narni) per le sue caratteristiche di purezza e leggerezza. Caratteristiche che portavano gli antichi abitanti molto lontano dal centro della vita cittadina divenendo così meta di pellegrinaggi in onore della dea che, tra le altre virtù, rappresentava l'eterna primavera e la purezza delle acque.

Il tempio originale, la statua di Feronia e il sacro bosco di elci ombrosi furono distrutti dai primi cristiani narnesi. Come conseguenza quel luogo, ritenuto sacro fino a poco tempo prima, venne chiamato "maccla mortua" (ovvero "macula morta",macchia morta).

La prima indicazione storica del sito si ha nel 1100, come si evince dallo scritto Liber gemniagraphus sive cleronomialis Ecclesiae Farfensis, meglio noto con il nome di Regestum Farfense scritto da Gregorio di Catino nel 1128, dove viene riportato il volere di un nobile narnese, Beraldo di Rolando, che donò tutti i suoi beni all'Abbazia di Farfa fatta eccezione per la "maccla mortua quae vocatur Ferone" ("la macchia morta che si chiama Feronia").
Negli statuti di Narni si trovano diverse citazioni che fanno riferimento a porta Feronia e alla fonte Feronia. Nel capitolo 143 del libro 111 si può leggere "si ingiunge che nessuna offesa sia fatta alle donne che vanno ad attingere acqua alla sorgente di Feronia, sia all'andata che al ritorno."

Il poeta ungherese Giano Pannonio (Janus Pannonius) , trovandosi a passare a Narni nel 1458, trovò l'ispirazione nel dissetarsi dalle acque della fonte scrivendo così un'elegante poesia latina dal titolo "Carmen de fonte narniensi" qui riportata nella sua versione in latino :
Sacri fontis ave, mater Feronia, cuius felix Paeonias Narnia potat aquas.

Iam prope litorei tetigit sol brac(c)hia cancri, sentit et Icarium fervida terra canem.

Tolle sitim; saevis tulerat Langia Pelasgis, quae nostra exurit pectora, tolle sitim.

Sic tibi magna parens alimenta aeterna ministret, sic nunquam vena pauperiore fluas!

En semel, en iterum, quos ferrea fistula fundit, excipiunt latices guttura sicca tuos.

O quantus rediit membris vigor, o mea quanto viscera divinus liberat igne liquor!

Nec venter, quamvis repetito immurmurat haustu, sudorem subitum nec gravis humor agit.

Ergo operae nobis pretium fuit alta labantis ad iuga clivoso tramite ferre gradus.

Iam libet et pulchram mirari turribus arcem, quae surgit sanctis proxima gurgitibus,

audire et strepitum, quem subter valle profunda spumea sulfurei fluminis unda facit,

ac totos circum-lustrare ex ordine montis, pura salutiferi quos fovet aura poli.

Ante voluptatem spectacula nulla movebant, cum premeret torrens ora perusta vapor.

Ocius huc adsit toto grege pinguior haedus, mutet et effusus vitrea stagna cruor.

Adsint et liquido Bacchi cum munere flores, nec cesset laudes vox resonare pias:

salve iterum e Latiis longe celeberrima Nymphis, hospitis et grati suscipe dona libens.

Tu placidam miseris requiem mortalibus affers corpora morosis febribus aegra levans.

Nec soli debent homines tibi, debet at aether, aurea cum pascas roribus astra tuis.

Phryx puer haud alias miscet cum nectare lymphas, nec sua Mars alio vulnera fonte lavat.

Debita solventur semper tibi vota quotannis, dum mea vitalis spiritus ossa reget.

Nec plus Castalias, quam te, venerabimus undas, Musarum et nobis numinis instar eris.

Sed tamen in fessas unde haec medicina medullas, omnia quae nostis, dicite, quaeso, deae.

Euander ternis Herilum spoliaverat armis, crudeles genitrix invocat orba deos.

Iupiter est flentem caelo miseratus ab alto, corpus et in tenues iussit abire lacus,

nec voluit rivis esse ex vulgaribus unum, sed superis magno fecit honore parem.

Praecipua hinc levitas, hinc vis contraria morbis, hinc clarum tota nomen in Ausonia.

Nel 1582 la fonte fu soggetta a restauro, per volere di Monsignor Giulio Ranuzi governatore di Narni, presumibilmente completato nel 1609 come riportato nella targa all'interno della fonte. 
Nel 1851 lo storico narnese Giovanni Eroli commissionò all'università di Perugia un'analisi dell'acqua della fonte che restituì la seguente risposta "A ben ragione l'acqua detta di Feronia è in reputazione fra le acque potabili, giacché ella gode al massimo grado dei principali requisiti di cui deggion le acque potabili esser fornite, quelli cioè di contenere molto ossigeno e pochissima dose di altre sostanze in dissoluzione”.
Il gruppo speleologico locale ha effettuato, intorno al 1984, dei rilievi esplorativi all'interno del cunicolo dell'antica fonte datandolo, per caratteristiche e tecniche costruttive, tra il IV secolo a.C. ed il III secolo a.C.
La collocazione temporale del manufatto avvalora la tesi del luogo di culto pagano già espressa intorno alla fine del 1800 da Giovanni Cotogni di Narni « Fra li altri templi che esistevano in Narni dalla superstizione de' gentili applicati alle false deità eravi quello del Luco e Fonte di Feronia in oggi con nome alterato detto quel sito Ferogna. Ivi probabilmente, come in alcuni altri luoghi, Gravi il tempio e la statua della dea Feronia essendovi anche presentemente un marmo in quel fonte in cui è scolpita una gran fiamma forse l'insegna di quella antica vanità. La verità si è che quella fonte avendo transito per miniere stimate è d'un'acqua molto salubre, e grandemente tenuta in pregio sì quanto alla sua rara limpidezza, che per la prerogativa che ha di facile digestione ».
Nel 1997, finanziata dalla fondazione di un istituto di credito locale, la fontana fu nuovamente restaurata passando dalle caratteristiche pareti con pietre a vista a un più anonimo, e sicuramente meno suggestivo, intonaco.